# Trilepida brevissima
Trilepida brevissima är en orm som beskrevs av Shreve 1964. Trilepida brevissima ingår i släktet Trilepida och familjen Leptotyphlopidae. Inga underarter finns listade i Catalogue of Life.
Arten förekommer med två från varandra skilda populationer i Anderna i Colombia. Trilepida brevissima är endast känd från två exemplar och det noterades inte i vilket habitat ormen lever. En av individerna föll offer för en större orm (Micrurus mipartitus) där den hittades i magsäcken. Det andra exemplaret grävde i marken och hade termiter samt larver av andra insekter som föda.
IUCN listar arten med kunskapsbrist (DD).